# Kateryna Meschko
Kateryna Jakiwna Meschko (ukrainisch Катерина Яківна Мешко, * 1910, nach anderen Angaben 1913 in Stari Sanschary, heutiger Rajon Poltawa; † 1991 in St. Louis) war eine ukrainisch-sowjetische politische Aktivistin.

## Biografie

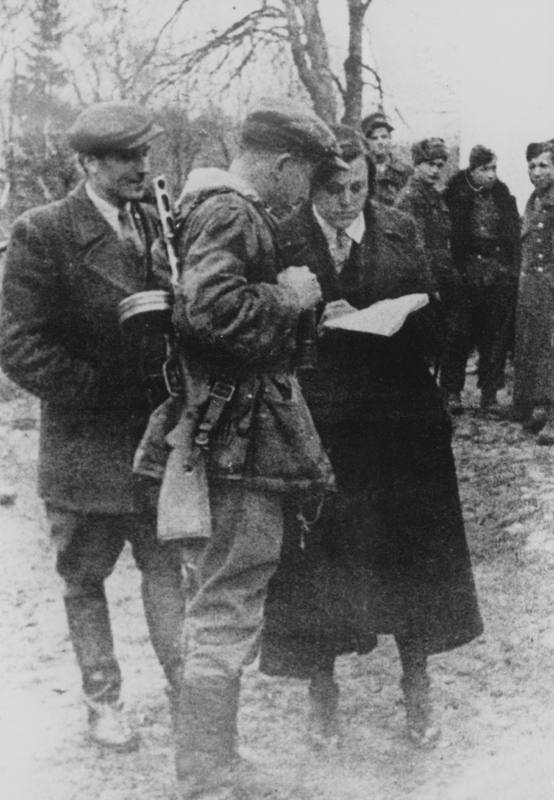
Roman Schuchewytsch (Links), Dmytro Hryzaj (Mitte) und Kateryna Meschko (Rechts) (November 1943)

Ihre Familienmitglieder waren Nachkommen von Kosaken und ukrainisch-nationalpatriotisch eingestellt, weshalb sie von den Bolschewiki verfolgt wurden. Ihr Vater war Mitglied der Ukrainischen Autokephalen Kirche (UAPZ) und wurde 1921 von der Tscheka erschossen. Meschko besuchte ein Gymnasium in Dnipropetrowsk. Sie erlebte persönlich die Auflösung der UAPZ durch die sowjetischen Behörden, die Kollektivierung von Dörfern und den Holodomor. Später arbeitete sie als Zerspanungsmechanikerin in einem Hüttenwerk in Dnipropetrowsk und studierte an einer Berufsschule. 1937 reiste sie nach Moskau, wo sie am Elektromechanischen Institut ihren Abschluss machte.
1941 kehrte sie nach Dnipropetrowsk zurück. Zu dieser Zeit zog sich im Zuge des Großen Vaterländischen Kriegs die Rote Armee aus der Stadt zurück und die Deutschen überquerten den Dnepr. Während der deutschen Besatzung entging sie den ersten Verhaftungen und Hinrichtungen der Mitglieder der Organisation Ukrainischer Nationalisten (OUN) und anderer Ukrainer durch die Gestapo. Später begann sie in der Regionalverwaltung zu arbeiten und schloss sich dann Stepan Banderas OUN-B an, die im Untergrund auf konspirativer Basis operierte. 1942 leitete sie die regionale Führung der OUN in Woroschylowhrad. Gleichzeitig assistierte sie ihrem zukünftigen Ehemann Omeljan Lohusch, dem Propagandaoffizier der Regionalverwaltung der südöstlichen Gebiete. Im Februar 1943 verhaftete die Gestapo Stepan Teslja, den Anführer des OUN-Zweigs der Krim. Meschko wurde bis August 1943 seine Nachfolgerin. Danach zog sie zusammen mit Lohusch nach Wolhynien und arbeitete bei der Regionalpolizei.
Im November 1943 organisierte Meschko die Konferenz der versklavten Völker Osteuropas und Asiens bei Buderasch (heutiger Rajon Riwne), bei der Mitglieder der Ukrainischen Aufständischen Armee und Delegierte mehrerer Völker der Sowjetunion anwesend waren. Die Konferenz führte zu der Gründung eines antibolschewistischen Blocks der Völker. Meschko nahm im Juli 1944 am großen Treffen des Ukrainischen Hauptbefreiungsrats (UHWR), einer Dachorganisation für verschiedene ukrainische Nationalisten und antisowjetische Partisanen, teil. Im selben Jahr zog das Ehepaar im Auftrag des UHWR ins Ausland. Mit der geheimen Aufgabe, Verbindungen zu den Bündnissen der westlichen Anti-Hitler-Staaten herzustellen, gelangten sie in die amerikanische Besatzungszone Deutschlands und schlossen sich der ukrainischen Diaspora an. 1949 zog das Paar in die USA, wo sie an den Aktivitäten der Auslandsvertretung des UHWR teilnahmen.